# رأس الخور
رأس الخور (به عربی: رأس الخور) یک محله در امارات متحده عربی است که در شیخ‌نشین دبی واقع شده‌است.